# گائوچو

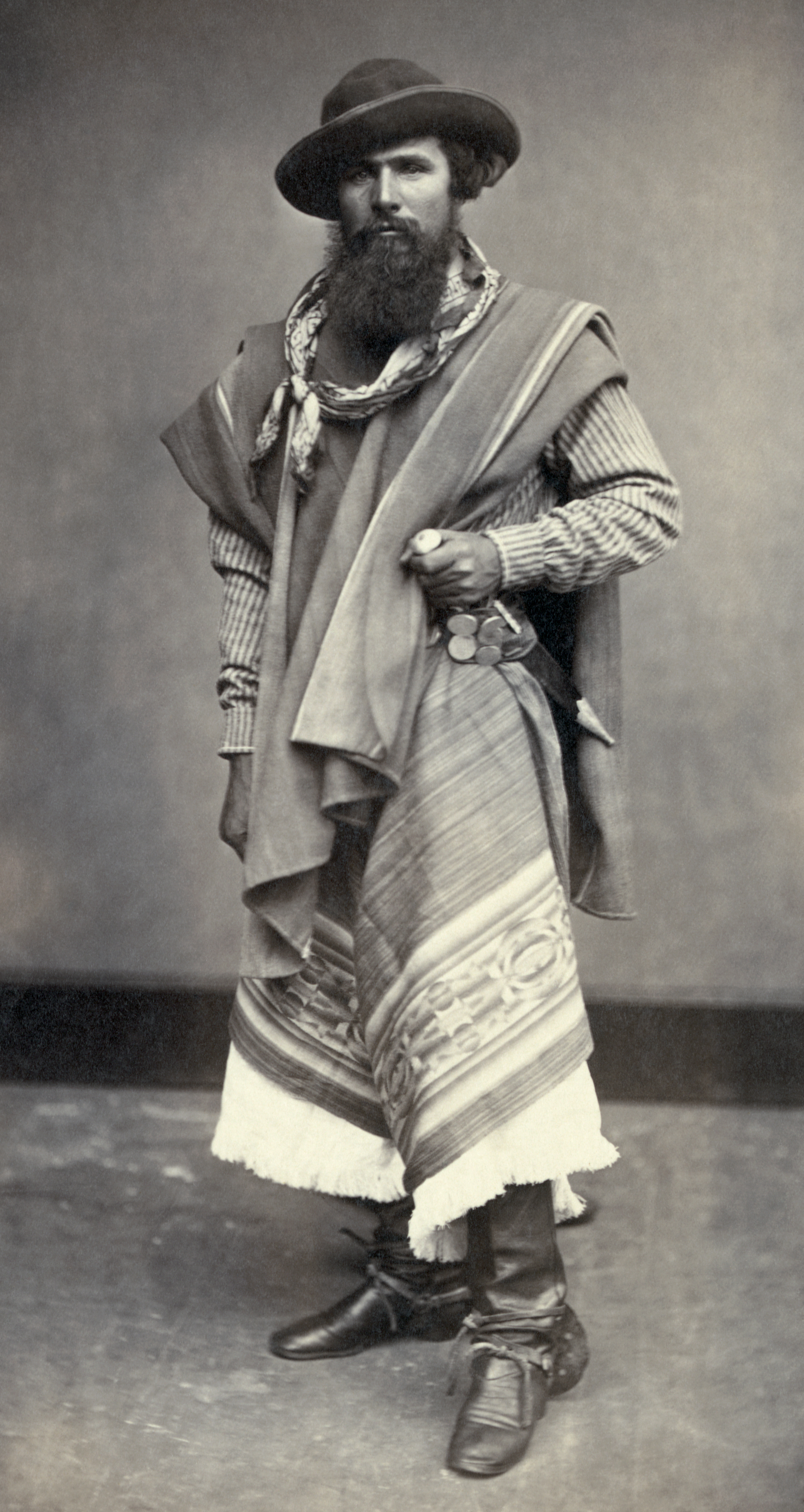
یک گائوچوی آرژانتینی در سال ۱۸۶۸ میلادی.

گائوچو (به پرتغالی: gaúcho) در فولکلور اسپانیایی-پرتغالی، رمه‌گردان و اسب سواری ماهر، شجاع، اهل دعوا و سرکش است.
گائوچو در آرژانتین و اروگوئه، یک نماد ملی و در شیلی و جنوب برزیل نیز یک نماد فرهنگی قوی است. گواچوس (جمع گائوچو-ها) در ادبیات اسپانیایی-پرتغالی آمریکای لاتین بسیار تحسین شده‌اند.

## نگارخانه

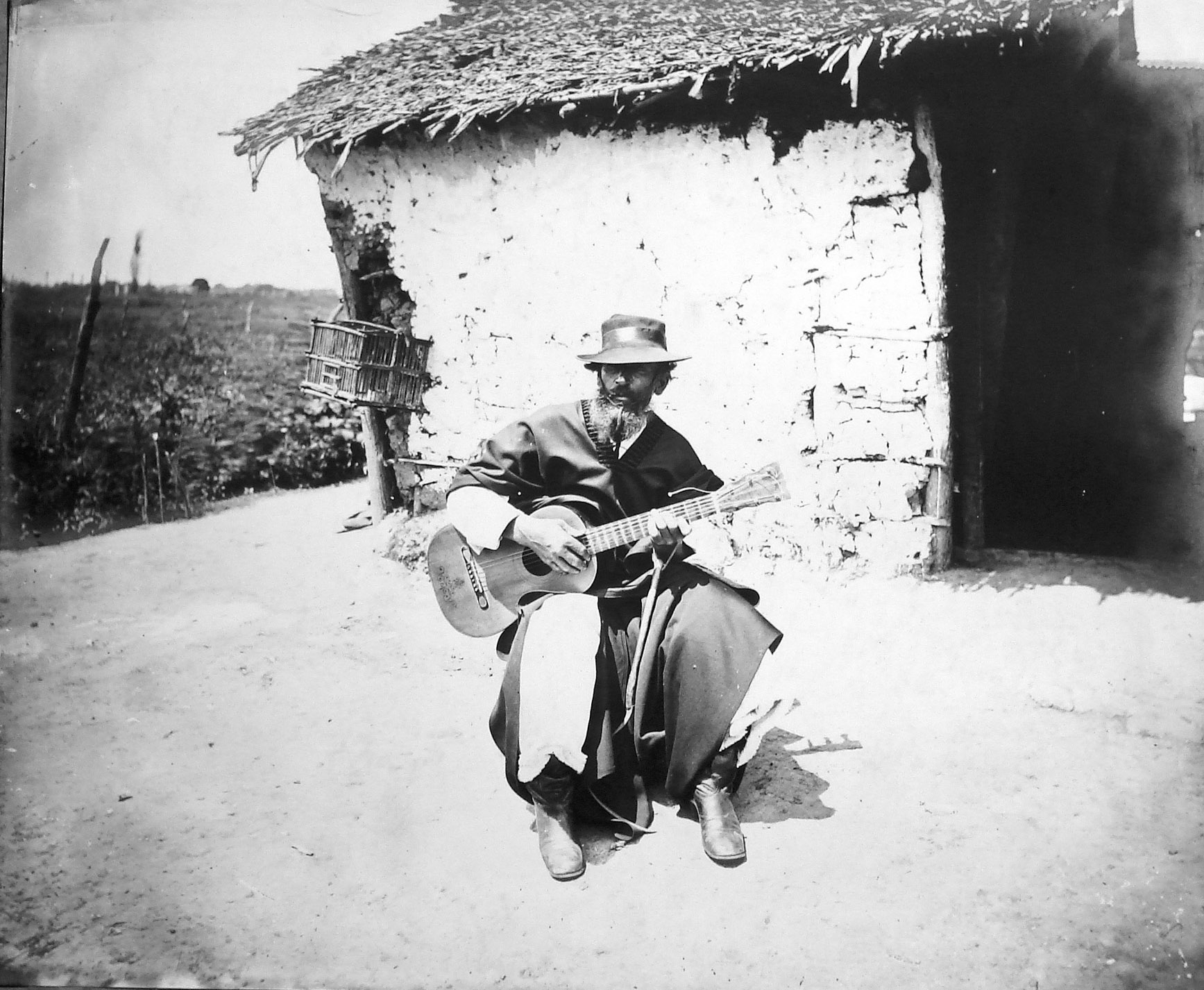
گائوچوی گیتار زن
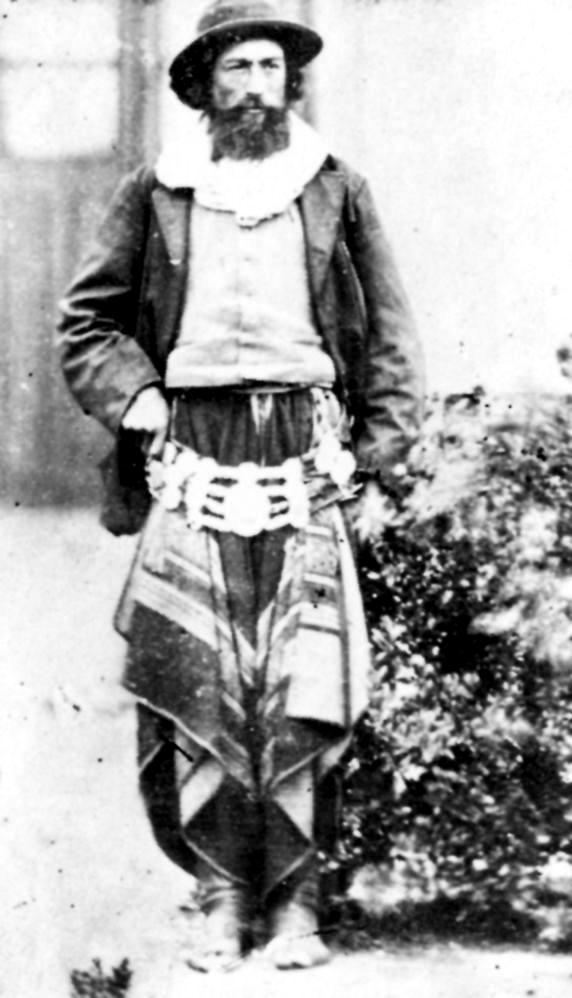